# Juaninacka
Juaninacka (né le 13 mai 1978) est un rappeur espagnol.

## Biographie

### Enfance et débuts
Très tôt, sa famille déménage dans la ville sévillane de Coria del Río, où il passe son enfance et son adolescence.
En 1998, Juaninacka commence sa carrière musicale en formant le groupe La Alta Escuela avec Tote King, Juanma MC, El Tralla et DJ Randy. En 1999, le groupe sort son premier album, En pie de vuelo, mais en raison de problèmes de voyage, il se sépare peu après Par la suite, Juaninacka et DJ Randy continuent de collaborer sous les pseudonymes de Billy el Niño et Don Dinero, et sortent l'EP Otra historia de Coria... en 2000.

### Carrière solo
En 2003, Juaninacka fait ses débuts en solo avec le EP Versión EP, publié par Fiebre Records. Un an plus tard, il sort son premier album solo, Caleidoscopio, qu'il présente lors d'une tournée nationale avec DJ Makei et DJ Wilor. En 2005, il sort l'EP El hombre, et l'année suivante, en 2006, il sort son deuxième album solo, Luces de neón, également publié par Fiebre Records. Après avoir terminé son contrat avec Fiebre Records en 2009, il signe avec Boa Records et sort son troisième album, 41100 Rock.
En 2011, il sort son quatrième album, Hellboyz, qui comprend des collaborations avec des artistes rap nationaux tels que Rapsusklei, Sharif Fernández, Dealma, Lito MC Cassidy et Nestakilla,. Le titre de l'album, selon l'artiste lui-même, provient d'une plaisanterie privée liée à la chaleur de la ville, niant toute connotation de rue ou de tonalité combative. Juaninacka présente, en 2012, le projet M.I.L.F. (Music I'd Like to Feel), une série de douze titres publiés mensuellement, chacun accompagné d'une pochette spécifique. La même année, il participe, avec Sicario et Acción Sánchez, au festival de solidarité Cometa Hop, organisé à Salobreña, dans le but de collecter des fonds pour aider les personnes handicapées.
Avec les MC aragonais Rapsusklei et Sharif, il publie en 2014 l'album Curso básico de poesía, sorti en octobre de la même année, avec dix titres par le biais du label Eterno Miusik. L'année suivante, il publie l'EP Éxodo. En 2017, il sort l'album Del amor de la amor.
Deux ans plus tard, il présente l'album Caballo negro, réalisé en collaboration avec le groupe chilien Frainstrumentos. L'album comprend des collaborations avec des artistes tels que AL2 El Aldeano, Rxnde Akozta, Nosecuenta et Laura Gómez, et sort officiellement le 24 juillet 2019. En 2022, il sort l'EP Bisutería cara, composé de sept titres qu'il considère lui-même comme sa première « démo », car il était en charge de tous les aspects créatifs du projet.

## Discographie

### Albums studio
- 2004 : Caleidoscopio (Fiebre Records)
- 2006 : Luces de neón (Fiebre Records)
- 2009 : 41100 Rock (Boa Música)
- 2011 : Hellboyz (Boa Música)
- 2017 : Del amor y otros vicios
- 2019 : Caballo negro
- 2022 : Bisutería Cara (Ruanda Records)
- 2025 : Buenos Tiempos (Ruanda Records)[12]

### Avec La Alta Escuela
- 1999 : En pie de vuelo (Flow Records)
- 2016 : Ready 4 War (Sony Music)[13]